# Pimpinella neglecta
Pimpinella neglecta är en flockblommig växtart som beskrevs av C.Norman. Pimpinella neglecta ingår i släktet bockrötter, och familjen flockblommiga växter. Inga underarter finns listade i Catalogue of Life.